# Sheridan Smith
Sheridan Smith OBE (Lincolnshire, 25 de junho de 1981) é uma atriz, cantora e dançarina inglesa. Ela ganhou destaque por seus papéis em Jonathan Creek (2009-2013), Mrs Biggs (2012), Cilla (2014), The C Word (2015), Black Work (2015) e The Moorside (2017). No cinema seus filmes incluem Tower Block (2012), Quartet (2012) e The Huntsman: Winter's War (2016).
Smith atuou nos musicais do West End Little Shop of Horrors (2007), Legally Blonde (2010), Funny Girl (2016) e Joseph and the Amazing Technicolor Dreamcoat (2019). E lançou seu primeiro álbum, Sheridan, em 2017. Seguido por, A Northern Soul, lançado em 2018.
No final de 2006, ela deu voz a Lucie Miller de Doctor Who, para o audiobook Blood of the Daleks da BBC7 e Big Finish, ao lado de Paul McGann como o Oitavo Doutor. Seu último trabalho como Lucie foi em To The Death, de 2011, na qual ela morre, embora Smith tenha reprisado o papel em julho de 2019 para histórias ambientadas antes da morte de sua personagem.
Ao longo de sua carreira Smith já recebeu dois Laurence Olivier Award, um BAFTA TV Award, um National Television Award e um BPG Award, bem como duas indicações ao International Emmy Award. Ela foi nomeada Oficial da Ordem do Império Britânico (OBE) em 2015 por serviços prestados ao teatro. 

## Biografia
Sua primeira aparição na televisão foi em 1999, quando interpretou a personagem Matilda em Dark Ages produzido pela ITV. Ficou conhecida por seus papéis nas séries de comédia Two Pints of Lager and a Packet of Crisps (2001-2009), Gavin & Stacey (2008-2010), e Benidorm (2009).
Smith ganhou um BAFTA de Melhor Atriz em televisão por Mrs Biggs, além de uma indicação ao Emmy Internacional de melhor atriz em 2013. Além de ser uma aclamada atriz de teatro, tendo conquistado dois Laurence Olivier Award em anos consecutivos. Em 2011, ganhou um prêmio Laurence Olivier de melhor atriz em Musical por Legally Blonde, e em 2012, ganhou outro de melhor performance coadjuvante por Flare Path.
Sheridan Smith teve um relacionamento com James Corden, que terminou em junho de 2009. Em uma entrevista em março de 2010, ela revelou ter começado um relacionamento com o ator escocês Ross McCall, depois de uma amizade de 10 anos. No entanto, em agosto do mesmo ano, ela afirmou que eles haviam se separado devido à pressão de um relacionamento de longa distância.

## Discografia
| Título   | Detalhes                                                                                           | Melhor posição | Melhor posição | Certificações | Certificações |
| Título   | Detalhes                                                                                           | UK             | SCO            |               |               |
| -------- | -------------------------------------------------------------------------------------------------- | -------------- | -------------- | ------------- | ------------- |
| Sheridan | - Lançamento: 3 de novembro de 2017 - Gravadora: East West Records - Formato: Digital download, CD | 9              | 11             | BPI: Ouro     | BPI: Ouro     |

## Filmografia

### Filmes
| Ano  | Título                      | Papel              | Notas     |
| ---- | --------------------------- | ------------------ | --------- |
| 2000 | Anchor Me                   | Young Jackie       |           |
| 2000 | Peaches                     | Tracey             |           |
| 2001 | Hawk                        | Jez                |           |
| 2002 | Blood Strangers             | Jas Dyson / Claire |           |
| 2008 | Defunct                     | Cherry La Chav     |           |
| 2011 | Hysteria                    | Molly the Lolly    |           |
| 2011 | How to Stop Being a Loser   | Lisa               |           |
| 2012 | Mr Stink                    | Mrs. Crumb         | Telefilme |
| 2012 | Tower Block                 | Becky              |           |
| 2012 | The Scapegoat               | Nina               | Telefilme |
| 2012 | Quartet                     | Dr. Lucy Cogan     |           |
| 2013 | Powder Room                 | Sam                |           |
| 2013 | The Harry Hill Movie        | Michelle           |           |
| 2016 | The Huntsman: Winter's War  | Sra. Bromwyn       |           |
| 2018 | The More You Ignore Me      | Gina               |           |
| 2019 | The Queen's Corgi           | Wanda              |           |
| 2022 | The Railway Children Return |                    | Filmando  |

### Televisão
| Ano       | Título                                    | Papel                   | Notas                                                  |
| --------- | ----------------------------------------- | ----------------------- | ------------------------------------------------------ |
| 1999      | Wives and Daughters                       | Housemaid               | 1ª Temporada: 1ª episódio                              |
| 1999      | Dark Ages                                 | Matilda                 | 5 episódios                                            |
| 1999–2000 | The Royle Family                          | Emma Kavanagh           |                                                        |
| 2000      | Heartbeat                                 | Lyn                     | Episódio: "A Shot in the Dark"                         |
| 2000      | Where the Heart Is                        | Vicky                   | Episódio: "Modern Love"                                |
| 2000      | Doctors                                   | Claire                  |                                                        |
| 2001      | Holby City                                | Miranda Locke           | 6 episódios                                            |
| 2001      | Always and Everyone                       | Nurse                   | 3ª Temporada: 12ª episódio                             |
| 2001–2009 | Two Pints of Lager and a Packet of Crisps | Janet Keogh (née Smith) |                                                        |
| 2002      | Fat Friends                               | Sharon Wormersley       |                                                        |
| 2003      | The Royal                                 | Francesca Smith         | Episódio: "Immediate Care"                             |
| 2003–2004 | Eyes Down                                 | Sandy Beech             | 15 episódios                                           |
| 2004      | Mile High                                 | Susie                   | 2ª Temporada: 10ª episódio                             |
| 2004      | Doctors                                   | Jackie Leavis           | 1 episódio                                             |
| 2005      | The Bill                                  | Janey Giles             | Episódio 315                                           |
| 2005      | The Lenny Henry Show                      | Various Characters      | 8 episódios                                            |
| 2005      | The Comic Strip                           | Angie                   | Episódio: "Sex Actually"                               |
| 2005–2008 | Love Soup                                 | Cleo Martin             |                                                        |
| 2006–2009 | Grownups                                  | Michelle Booth          |                                                        |
| 2008      | Lark Rise to Candleford                   | Cinderella Doe          | 2ª Temporada: 1ª episódio                              |
| 2008–2010 | Gavin & Stacey                            | Ruth "Rudi" Smith       | 7 episódios                                            |
| 2009      | Benidorm                                  | Brandy                  | 4 episódios                                            |
| 2009      | The Friday Night Club                     | Miranda                 |                                                        |
| 2009–2013 | Jonathan Creek                            | Joey Ross               | 3 episódios                                            |
| 2010      | Chekhov Comedy Shorts                     | Natasha                 | Episódio: "The Proposal"                               |
| 2011      | Bizarre ER                                | Narradora               |                                                        |
| 2011      | Little Crackers                           | Marilyn Smith           | Episódio: "The Daltons"                                |
| 2012      | Accused                                   | Charlotte               | Episódio: "Stephen's Story"                            |
| 2012      | Mrs Biggs                                 | Charmian Biggs          | 5 episódios                                            |
| 2012      | Panto!                                    | Tamsin                  |                                                        |
| 2013      | Dates                                     | Jenny                   |                                                        |
| 2014      | The 7.39                                  | Sally Thorn             | 2 episódios                                            |
| 2014      | The Widower                               | Claire Webster          | Minissérie                                             |
| 2014      | Who Do You Think You Are?                 | Ela mesma               | 1 episódio                                             |
| 2014      | Cilla                                     | Cilla Black             | Papel principal (3 episódios)                          |
| 2015      | Inside No. 9                              | Christine               | Episódio:"The 12 Days of Christine"                    |
| 2015      | The C Word                                | Lisa Lynch              | Documentário                                           |
| 2015      | Black Work                                | Jo Gillespie            | Thriller de três partes                                |
| 2015      | Bear Grylls: Mission Survive              | Narradora               | Primeira temporada                                     |
| 2016      | Galavant                                  | Princesa Jubilee        | Episodio: No. 2:5                                      |
| 2016      | Walliams and Friend                       | Vários personagens      | Episodio: "Sheridan Smith"                             |
| 2017      | The Moorside                              | Julie Bushby            | Drama da BBC baseado no Kidnapping of Shannon Matthews |
| 2017      | Sheridan                                  | Ela mesma               | One-off especial                                       |
| 2017      | Ratburger                                 | Sheila                  | Telefilme                                              |
| 2018      | Sheridan Smith: Coming Home               | Ela mesma               | Documentário                                           |
| 2018      | Care                                      | Jenny                   |                                                        |
| 2019      | Cleaning Up                               | Sam                     |                                                        |
| 2019      | The Further Adventures of Lucie Miller    | Lucie Miller            |                                                        |
| 2020      | Thunderbirds Are Go                       | Scraps (Voz)            | Episódio: "Buried Treasure"                            |
| 2020      | Isolation Stories                         | Mel                     | 1 episódio                                             |
| 2020      | Becoming Mum                              | Ela mesma               | 1 episódio                                             |
| 2021      | Pooch Perfect                             | Apresentadora           |                                                        |
| 2021      | RuPaul's Drag Race UK                     | Ela mesma               | Jurada, episódio: "Rats: The Rusical"                  |
| 2021      | The Barking Murders                       | Sarah Sak               | [ 13 ]                                                 |
| 2022      | The Teacher                               | Jenna Garvey            |                                                        |
| 2022      | No Return                                 | Kathy Powell            |                                                        |

## Ligação externa
- Sheridan Smith. no IMDb.